# يفغيني بريغوجين
يفغيني فيكتوروفيتش بريغوجين (بالروسية: Евгений Викторович Пригожин)‏, تر. jɪvˈɡʲenʲɪj ˈvʲiktərəvʲɪtɕ prʲɪˈɡoʐɨn؛ (1 يونيو 1961 - 23 أغسطس 2023) كان من الأوليغارك الروس وزعيم شركة فاغنر العسكرية الخاصة. وكان من بين المقربين من الرئيس الروسي فلاديمير بوتين حتى إطلاقه التمرد في يونيو/حزيران 2023. كان يُشار إلى بريغوجين أحيانًا باسم "طاهي بوتين" لأنه كان يمتلك مطاعم وشركات تقديم الطعام التي تقدم خدماتها للكرملين. كان بريغوجين مُدانًا في الاتحاد السوفيتي، إضافة إلى أنه كان يسيطر على شبكة من الشركات المؤثرة التي كانت عملياتها، وفقًا لتحقيق عام 2022، "متكاملة بشكل وثيق مع وزارة الدفاع الروسية وذراعها الاستخباراتي، مديرية المخابرات الرئيسية ".
في عام 2014، ورد أن بريغوجين أسس مجموعة فاغنر لدعم القوات شبه العسكرية الموالية لروسيا في أوكرانيا. وبتمويل من الدولة الروسية، لعبت دوراً مهماً في الغزو الروسي لأوكرانيا ودعمت المصالح الروسية في سوريا وإفريقيا. في نوفمبر 2022، اعترف بريغوجين بتدخل شركاته في انتخابات الأمريكية. في فبراير 2023، أكد أنه المؤسس والمدير لوكالة أبحاث الإنترنت منذ فترة طويلة، وهي شركة روسية متهمة بإدارة حملات دعاية وتضليل عبر الإنترنت.
تخضع شركات بريغوجين وشركاؤه، وبريغوجين نفسه سابقًا، لعقوبات اقتصادية وتهم جنائية في الولايات المتحدة والمملكة المتحدة. كما فرض الاتحاد الأوروبي في أكتوبر 2020 عقوبات على بريغوجين لتمويله أنشطة مجموعة فاغنر في ليبيا. وفي أبريل 2022، فرض الاتحاد الأوروبي مجدداً مزيدًا من العقوبات عليه لدوره في الغزو الروسي لأوكرانيا. وعرض مكتب التحقيقات الفيدرالي مكافأة تصل إلى 250 ألف دولار لمن يدلي بمعلومات تؤدي إلى اعتقاله.
كان بريغوجين قد انتقد علنًا وزارة الدفاع الروسية بسبب الفساد وسوء إدارة الحرب ضد أوكرانيا حسب وصفه. في النهاية، صرّح بأن الأسباب التي قُدمت للغزو كانت أكاذيب. وفي 23 يونيو 2023، أطلق تمردا ضد القيادة العسكرية الروسية. استولت قوات فاغنر على روستوف أون دون وتقدمت نحو موسكو. تم إلغاء التمرد في اليوم التالي، وتم إسقاط التهم الجنائية الموجهة إلى بريغوجين بعد موافقته على نقل قواته إلى بيلاروسيا .
في 23 أغسطس 2023، أي بعد شهرين بالضبط من التمرد، قُتل بريغوجين في حادث تحطم طائرة في مقاطعة تفير، شمال موسكو، مع تسعة أشخاص آخرين. تم تأكيد وفاته رسميًا في 27 أغسطس 2023، بعد إجراء التحليل الجيني على الرفات التي تم انتشالها من الحطام. ووصف بوتين، في أول بيان علني له بعد حوالي 24 ساعة من الحادث، بريغوجين بأنه " كان شخصاً موهوباً" وبأنه "ارتكب أخطاء جسيمة في الحياة لكنه حقق نتائج".

## النشأة
ولد بريغوجين في لينينغراد (سانت بطرسبرغ الآن) في الأول من يونيو 1961 لفيوليتا بريغوجينا. تخرج من مدرسة داخلية لألعاب القوى في عام 1977 وشارك في التزلج الريفي على الثلج. كان والده وزوج أمه من أصل روسي يهودي، في حين أن والدته من أصل روسي عرقي.
في 29 نوفمبر 1979، حكم على بريغوجين بالسجن مع وقف التنفيذ بتهمة السرقة (في لينينغراد). في 1981 حُكم عليه بالسجن 12 سنة بتهم السرقة والاحتيال وتوريط المراهقين في الجريمة.
وفي نقطة تحول في حياته، أمضى بريغوجين في نهاية المطاف تسع سنوات في السجن قبل إطلاق سراحه.

## مسيرته المهنية
في عام 1990، بعد إطلاق سراحه، قام هو ورفيقه بإنشاء شبكة لبيع النقانق. وسرعان ما، وفقا لمقابلة أجرتها معه صحيفة نيويورك تايمز، «كان الروبل يتراكم بشكل أسرع مما يمكن لوالدته أن تحصيه». حصلت شركته كونكورد للطعام على مئات الملايين من العقود الحكومية لإطعام أطفال المدارس والعاملين الحكوميين. في عام 2012 حصل على عقد لتوريد وجبات إلى الجيش الروسي بقيمة 1.2 مليار دولار أمريكي على مدى عام واحد. ويُزعم أن بعض الأرباح المتأتية من هذا العقد قد استخدمت في إنشاء وتمويل وكالة بحوث الإنترنت.
في عام 2012 نقل عائلته إلى مجمع سانت بطرسبرغ مع ملعب لكرة السلة ومنصة طائرات الهليكوبتر. لديه طائرة خاصة ويخت بطول 115 قدما.
واتهمت مؤسسة مكافحة الفساد بريغوجين بممارسات تجارية فاسدة. وقدروا ثروته غير القانونية بأكثر من مليار روبل. زعم أليكسي نافالني أن بريغوجين كان مرتبطا بشركة تدعى موسكوفسكي شكولنيك (تلميذ موسكو) التي قدمت طعاما رديئا إلى مدارس موسكو مما تسبب في تفشي الزحار.

## مجموعة فاغنر
ارتبطت بريغوجين بمجموعة مرتزقة تعرف باسم مجموعة فاغنر شاركت في أعمال مختلفة كمقاول عسكري خاص. في 7 فبراير 2018، هاجمت فاغنر القوات الكردية المدعومة من الولايات المتحدة في سوريا في محاولة للاستيلاء على حقل نفطي. عانت فاغنر وحلفاؤها من عشرات الضحايا عندما ردت الولايات المتحدة بالقوة الجوية.
ذكرت صحيفة واشنطن بوست أن بريغوزين كان على اتصال وثيق مع مسؤولين عسكريين روس وسوريين قبل عملية 7 فبراير. وكانت الروابط بين بريغوجين وفاغنر موضوع تغطية صحفية في روسيا والولايات المتحدة. ويقود فاغنر ديمتري أوتكين، الذي كان في يوم من الأيام رئيسا للأمن لبريغوجين. شخص يدعى ديمتري أوتكين أُدرج أيضاً كمدير عام لـ «إدارة الوفاق» لبريغوجين.
في 30 يوليو 2018، قتل ثلاثة صحفيين روس يعملون في مؤسسة إخبارية غالبا ما تنتقد الحكومة الروسية في جمهورية أفريقيا الوسطى، حيث كانوا يحاولون التحقيق في أنشطة مجموعة فاغنر في ذلك البلد. وكانت الحكومة الروسية قد بدأت تعاونا مع رئيس جمهورية أفريقيا الوسطى في أكتوبر 2017. وفي ردها على عمليات القتل، أكدت وزارة الخارجية الروسية أن الصحفيين القتلى كانوا يسافرون دون اعتماد رسمي.
كما شاركت مجموعات فاغنر في الحرب التي شنتها روسيا على اوكرانيا حيث كانت الارقام التقديرية للجنود المشاركين نحو 50 ألف جندي .. كما ان يفغيني بريغوجين قائد مجموعات فاغنر قد دافع عن فكرة ضم المساجين و الخارجين عن القانون لتلك المجموعات في الحرب الروسية الأوكرانية. كما انه يمتلك 20 قمرا صناعيا يعملون بأنظمة الاستشعار عن بعد لصالح شركته.

### تمرد يونيو 2023
في يونيو 2023، تحدى بريغوجين أوامر توقيع عقد يضع قواته تحت قيادة وزارة الدفاع. قال بريغوجين في مقطع فيديو صدر في 23 يونيو 2023 إن تبريرات الحكومة الروسية للغزو الروسي لأوكرانيا تستند إلى الأكاذيب. واتهم وزارة الدفاع الروسية في عهد شويغو "بمحاولة خداع المجتمع والرئيس وإخبارنا كيف كان هناك عدوان مجنون من أوكرانيا وأنهم كانوا يخططون لمهاجمتنا مع حلف شمال الأطلسي بأكمله". قال بريغوجين إن الحرب لم تكن ضرورية "لنزع السلاح أو تشويه سمعة أوكرانيا".
في 23 يونيو 2023، ادعى بريغوجين أن القوات المسلحة الروسية النظامية شنت ضربات صاروخية ضد قوات فاغنر، مما أسفر عن مقتل عدد "ضخم". ودعا إلى الرد، قائلاً: "إن مجلس قادة فاغنر اتخذ قرارًا - يجب وقف الشر الذي تجلبه القيادة العسكرية للبلاد". رداً على ذلك، تم توجيه تهم جنائية ضد بريغوزين من قبل جهاز الأمن الفيدرالي الروسي للتحريض على تمرد مسلح. بعد ذلك انسحبت فاغنر من أوكرانيا، واحتلت مدينة روستوف على نهر الدون الروسية، وتوجهت إلى موسكو. أثناء القتال، أسقط فاجنر طائرة مركز قيادة محمولة جواً من طراز إليوشن إليوشن إي أل-22 إم والعديد من طائرات الهليكوبتر العسكرية. شجب الرئيس بوتين هذا العمل ووصفه بالخيانة، وتعهد بسحق الانتفاضة.
بعد المحادثات بين بريغوجين والرئيس البيلاروسي ألكسندر لوكاشينكو، أسقطت التهم وتوقف فاغنر عن مسيرته نحو موسكو. كجزء من الاتفاقية، انتقل بريغوجين إلى بيلاروسيا وكان من المقرر أن تعود قوات فاغنر إلى أوكرانيا، ولكن تم إلغاء هذه الخطط في أعقاب رفض فاغنر توقيع العقود العسكرية. على الرغم من إسقاط التهم الموجهة إليه، لا يزال بريغوجين قيد التحقيق بتهمة الخيانة.

## وفاته

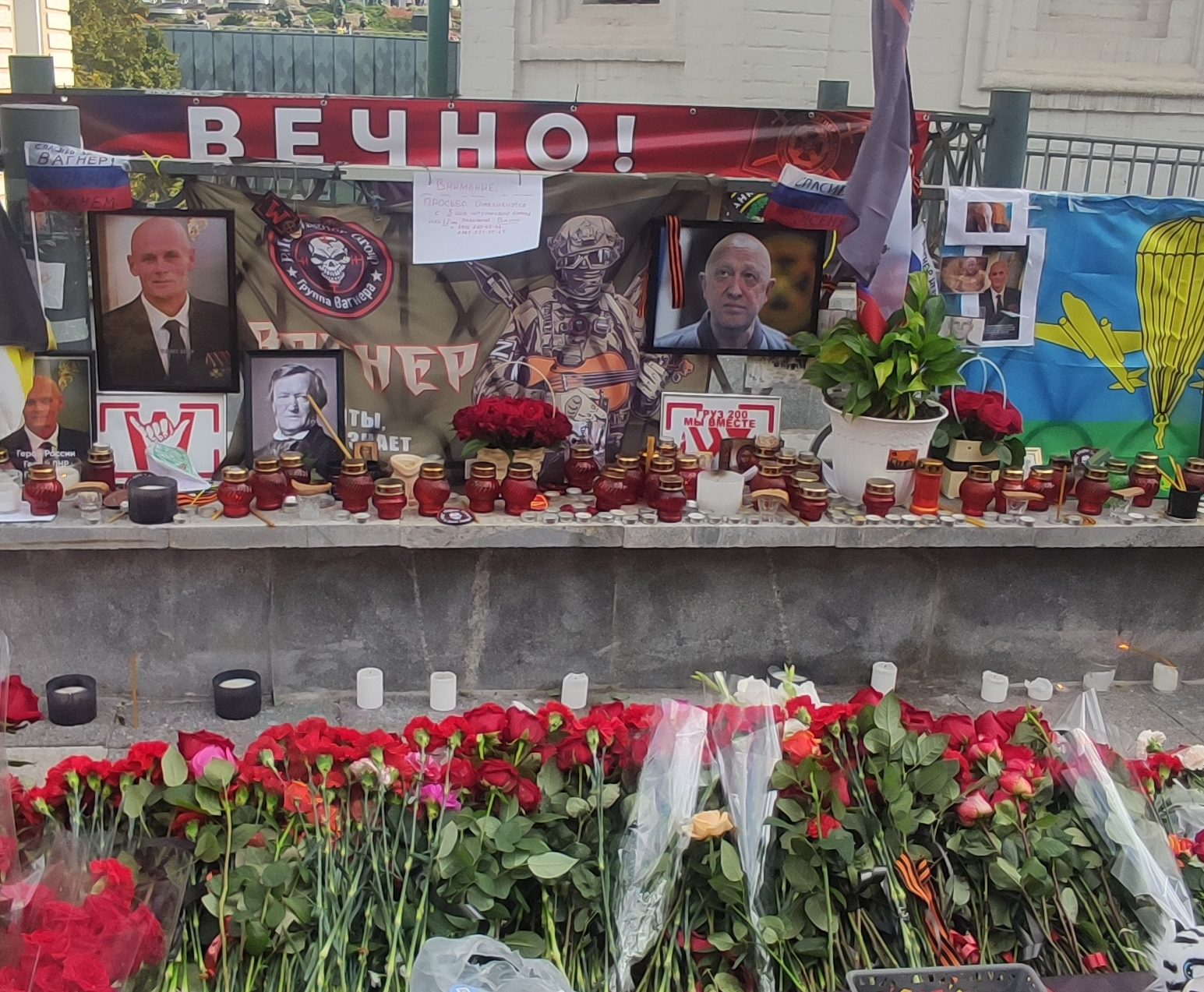
نصب تذكاري مؤقت ليفغيني بريغوجين ودميتري أوتكين في موسكو

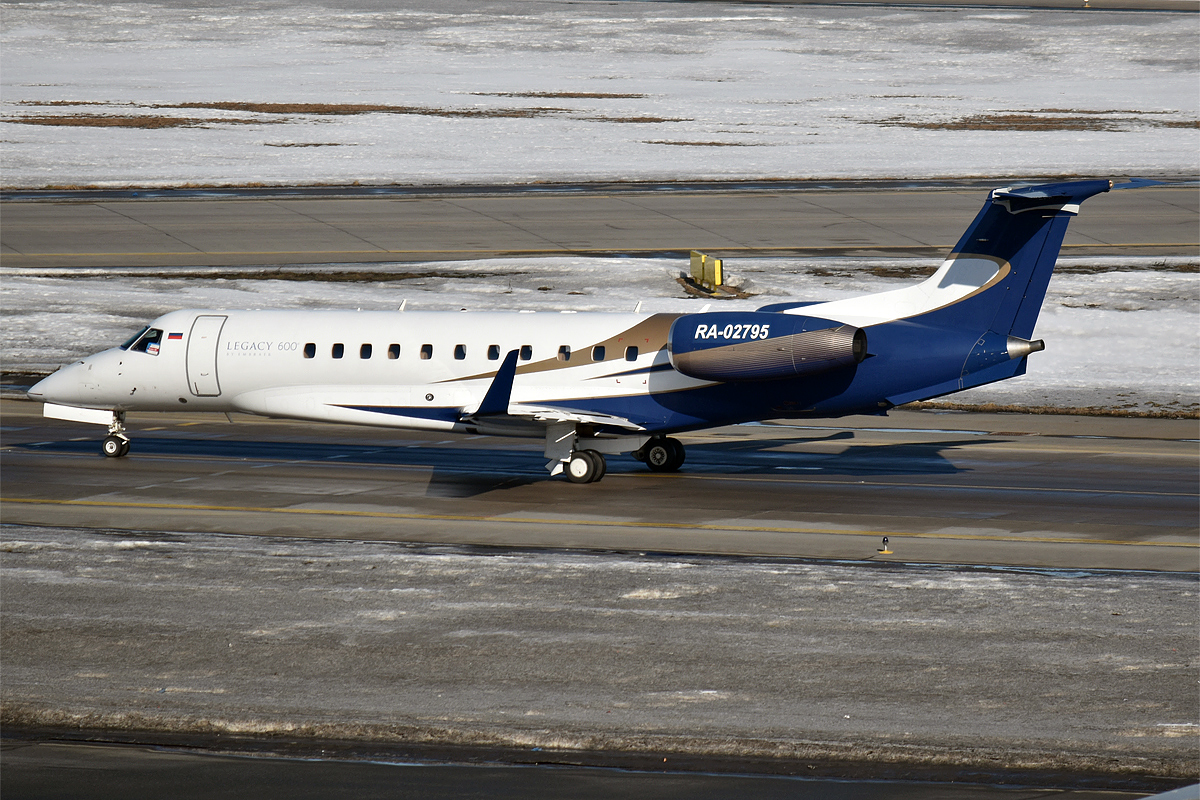
الطائرة المشاركة في الحادث الذي توفي فيه بريغوجين

وفقًا لوزارة الطوارئ الروسية، توفي بريغوجين في حادث تحطم طائرة في 23 أغسطس 2023. وكانت الطائرة في طريقها من موسكو إلى سانت بطرسبرغ عند تعرضها للحادث، مما أسفر عن مقتل جميع الأشخاص العشرة الذين كانوا على متنها. وذكرت وكالة الإعلام الروسية تاس المملوكة للدولة أن بريغوجين كان على قائمة الركاب على متن الرحلة.
وعلى الرغم من تحطم الطائرة، قال مسؤولون أمريكيون وغربيون آخرون يوم الخميس "إن التقارير الاستخباراتية الأولية دفعتهم إلى الاعتقاد بأن انفجارا على متن الطائرة من المحتمل أن يكون هو الذي أسقط الطائرة في روسيا، مما أسفر عن مقتل جميع الركاب الذين كانوا على متنها".
وزعمت قناة مرتبطة بفاغنر على تيليجرام أن الطائرة أسقطت من قبل الدفاعات الجوية الروسية فوق مقاطعة تفير. غير أنه تم دحض هذا الإدعاء بسبب غياب أي مسارات صاروخية مرئية في مقاطع الفيديو التي نُشرت. في 27 أغسطس تم تأكيد وفاة الركاب رسميًا من قبل لجنة التحقيق الفيدرالية الروسية (SK)، بعد التحليل الجيني الذي تم إجراؤه على الرفات التي تم انتشالها من الحطام.
أُنشئت عدة أنصاب تذكارية مؤقتة لبريغوجين وأوتكين في عدة مدن باستخدام الشموع والزهور وأعلام فاغنر والمطارق الثقيلة التي تشير إلى الطريقة التي استخدمها فاغنر لإعدام الفارين من الخدمة. وانتشرت على نطاق واسع مقاطع فيديو لجنود فاغنر يصيحون أمام نصب تذكاري له.

## الجوائز
حصل بريغوجين على عدة جوائز روسية لعل أبرزها وسام بطل الاتحاد الروسي لعام 2022. كما حصل على وسام الجمهورية السودانية عام 2018 ووسام النيلين عام 2020.